# Tamás Vásáry

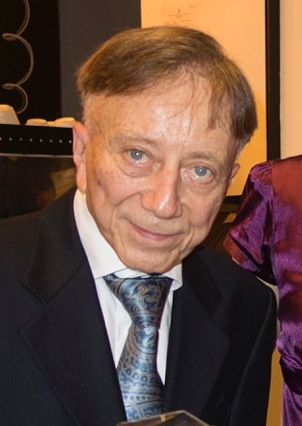
Tamás Vásáry (2015)

Tamás Vásáry (* 11. August 1933 in Debrecen) ist ein ungarischer Pianist, Dirigent und Musikpädagoge.

## Leben
Tamás Vásáry, Sohn von Jozsef Vásáry, einem Senator im ungarischen Parlament, galt als musikalisches Wunderkind und trat im Alter von acht Jahren erstmals öffentlich auf. Er studierte nach dem Zweiten Weltkrieg an der Franz-Liszt-Musikakademie bei Lajos Hernadi, Jozsef Gat und Ernst von Dohnányi und wurde Assistent von Zoltán Kodály. 1948 gewann er beim Franz-Liszt-Wettbewerb in Budapest den ersten Preis.
Im gleichen Jahr wurde sein Vater der politischen Funktion enthoben, und ab 1951 stand die Familie unter Hausarrest. Nach dem Scheitern des Ungarischen Volksaufstandes flüchtete er 1956 nach Belgien, 1958 ließ er sich in der Schweiz nieder, von wo aus er eine internationale Laufbahn als Konzertpianist begann. Er debütierte 1961 in London und 1962 in New York und trat 1971 erstmals als Dirigent auf. Von 1979 bis 1982 war er Co-Direktor der Northern Sinfonia, von 1989 bis 1997 Chefdirigent der Bournemouth Sinfonietta und von 1993 bis 2004 des Budapester Rundfunksinfonieorchesters. Er spielte Klavierwerke von Sergei Rachmaninow und Franz Liszt ein und nahm für die Deutsche Grammophon, Decca Records, Hungarophon, Supraphon und andere Labels u. a. die Sinfonien Beethovens, die Klavierkonzerte Chopins und Werke Arthur Honeggers und Ottorino Respighis auf.
Er war Gastdirigent verschiedener Orchester in New York, Baltimore, Detroit, London, Paris und Berlin und gründete 2006 das Zoltán Kodály World Youth Orchestra. Daneben gab er Meisterkurse in Europa, Asien und den USA und wirkte als Juror bei verschiedenen Klavierwettbewerben. Für seine Lebensleistung als Pianist und Dirigent ehrte ihn die UNESCO 2012 mit der Mozart-Medaille.